# Résolution 1444 du Conseil de sécurité des Nations unies
Membres permanents
- Chine
- États-Unis
- France
- Royaume-Uni
- Russie

Membres non permanents
- Bulgarie
- Cameroun
- Colombie
- Guinée
- Irlande
- Mexique
- Maurice
- Norvège
- Singapour
- Syrie

Résolution no 1443 Résolution no 1445
La résolution 1444 du Conseil de sécurité des Nations unies a été adoptée à l'unanimité le 27 novembre 2002. Après avoir réaffirmé toutes les résolutions sur la situation en Afghanistan, en particulier les résolutions 1386 (de 2001) et 1413 (de 2002) et les résolutions 1368 (de 2001) et 1373 (de 2001) sur le terrorisme, le Conseil a prorogé l'autorisation de la Force internationale d'assistance et de sécurité (FIAS) pour une période d'un an supplémentaire au delà du 20 décembre 2002.
Le Conseil de sécurité a reconnu que la responsabilité d'assurer la sécurité et la loi et l'ordre dans tout l'Afghanistan incombait aux Afghans eux-mêmes. Il a apprécié le leadership de la Turquie dans la FIAS, qui était auparavant sous le contrôle du Royaume-Uni, et les contributions de nombreux pays à la force internationale. Entre-temps, il a accueilli favorablement les offres de l'Allemagne et des Pays-Bas pour succéder à la Turquie à la tête de la FIAS. Le Conseil a également estimé que la situation en Afghanistan constituait une menace pour la paix et la sécurité internationales et a demandé à la FIAS de s'acquitter de son mandat.
Agissant en vertu du Chapitre VII de la Charte des Nations unies, le Conseil a prolongé d'un an l'autorisation de la FIAS en Afghanistan jusqu'au 20 décembre 2003, et pour toutes les nations participant à la FIAS d'utiliser toutes les mesures nécessaires pour s'acquitter de son mandat. Les États ont été invités à fournir du personnel, du matériel et d’autres ressources à la FIAS et au fond d’affectation spéciale.
Enfin, la direction de la FIAS était tenue de présenter des rapports trimestriels sur l’exécution de son mandat. La force n'a pu s'acquitter de son mandat que dans la capitale Kaboul et le gouvernement afghan avait demandé qu'elle soit déployée dans tout le pays pour assurer la sécurité.